# Kozáky István
Kozáky István Gyula József (Budapest, 1903. július 5. – Frankenthal, 1986. április 21.) magyar zeneszerző, zenetörténész, egyházi karnagy, egyetemi tanár. Az Országos Magyar Cecília Egyesület választmányi tagja volt.

## Életpályája
Szülei: Kozáky Gyula főmérnök és Janetschek Alojzia. 1919. augusztus 27-én belépett a piarista rendbe. 1924. december 24-én ünnepélyes fogadalmat tett. 1924-ben a Pázmány Péter Tudományegyetem hallgatójaként magyar-német szakos tanári oklevelet szerzett. 
1925-ben doktorált; a Liszt Ferenc Zeneművészeti Főiskolán Siklós Albert, Harmat Artúr és Járai István tanítványa volt. 
1926. június 26-án pappá szentelték. 1926-ban a bécsi Collegium Hungaricum állami ösztöndíjasa volt. 1927-ben a Theresianum magyar nyelvtanára volt. 1929-ben a piarista teológia énekkarának karnagya és a budapesti gimnázium tanára volt. 
1938-ban a Ferenc József Tudományegyetem a régi német irodalomtörténet tárgykörből magántanárrá képesítette. 1938–1945 között a szegedi piarista gimnázium oktatója volt. 1946-ban Németországba ment. 1948-ban elhagyta a rendet. 1951-től Speyerben, majd 1954-től Kuselben középiskolai tanárként németet és zenét tanított. 
1959–1986 között Frankenthalban élt és dolgozott. Itt volt nyugdíjazásáig a mai Albert Einstein Gimnázium zenetanára.

## Művei
- Haláltáncok (Doktori értekezés; Budapest, 1925)
- A gyermek esztétikai neveléséről (Budapest, 1935)
- A haláltáncok története. 1. kötet (Budapest, 1936)[5]
- A haláltáncok története. 3. kötet (Budapest, 1941)[6]
- A régi magyar „úri muzsika” ősi elemei. A „közösségi” és „monumentális” magyar zenéről (Budapest, 1943)
- A kereszt fényében (Szeged, 1944)